# Deutsche Fußballmeisterschaft 1940/41
Die 34. deutsche Meisterschaftssaison 1940/41 war die zweite Kriegsmeisterschaft.
Der Spielbetrieb wurde durch die Kriegsereignisse bisher kaum beeinträchtigt; ein Bild, das von der nationalsozialistischen Staatsführung intensiv gefördert wurde, um im Kriegsalltag Normalität zu vermitteln. Für die neue Fußballsaison wurde eine neue Sprachregelung angeordnet, die Fußballgaue hießen ab sofort „Sportbereiche“, die vom Kriegsgegner England übernommene Bezeichnung Liga wurde durch „Klasse“ ersetzt.
In den „Sportbereichen“ kehrte man nach dem Vorjahr zumeist zu einstaffeligen Klassen zurück. Veränderungen gab es allerdings durch die kriegsbedingten Annexionen des Deutschen Reiches; mit dem Elsass, Danzig-Westpreußen (Danzig wurde dabei vom bisherigen Sportbereich Ostpreußen abgetrennt), dem Wartheland und dem Generalgouvernement wurden insgesamt vier neue Sportbereiche eingerichtet. Im Bereich Generalgouvernement wurde die Meisterschaft allerdings nicht beendet, sodass am 6. April 1941 21 Sportbereichsmeister um die deutsche Meisterschaft spielten. Durch eine so genannte Ostland-Qualifikation, in der die Meister aus Danzig-Westpreußen und dem Wartheland aufeinander trafen, wurde die Teilnehmerzahl auf 20 reduziert. Für die zwei zusätzlichen Teilnehmer wurde in der Vorrunde eine zweite Sechsergruppe mit zwei Untergruppen und einem Gruppenfinale eingeführt.
Mit dem SK Rapid Wien, bereits 1938 deutscher Pokalsieger, wurde einmalig in der Geschichte der deutschen Fußballmeisterschaft eine österreichische Mannschaft Deutscher Meister. Die Wiener gewannen das Endspiel nach einem 0:3-Rückstand mit 4:3 gegen den FC Schalke 04. Dieser verpasste es damit, in seiner fünften Finalteilnahme in Folge in der Zahl der Meistertitel am 1. FC Nürnberg vorbeizuziehen.

## Teilnehmer an der Endrunde

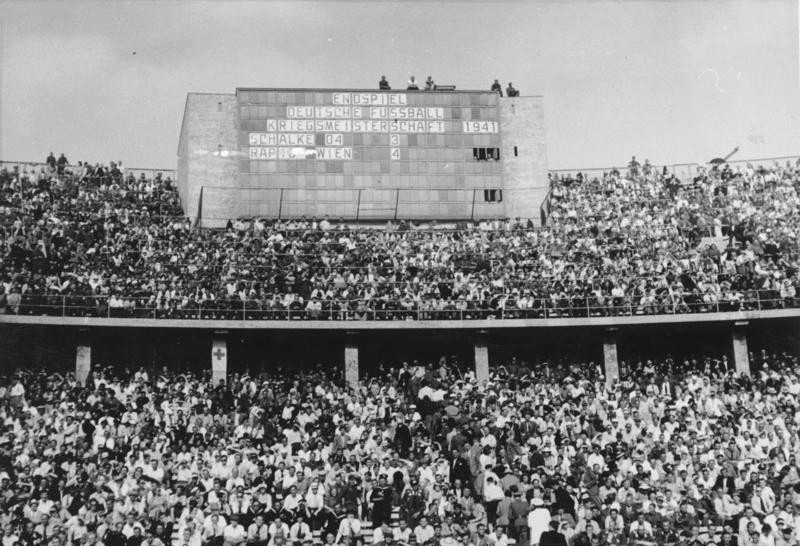
Endspiel um die deutsche Fußballmeisterschaft, 22. Juni 1941

| Verein                           | Qualifiziert als                                   |
| VfB Königsberg                   | Meister der Sportbereichsklasse Ostpreußen         |
| Luftwaffen-SV Stettin            | Meister der Sportbereichsklasse Pommern            |
| Tennis Borussia Berlin           | Meister der Sportbereichsklasse Berlin-Brandenburg |
| Vorwärts-Rasensport Gleiwitz     | Meister der Sportbereichsklasse Schlesien          |
| Dresdner SC                      | Meister der Sportbereichsklasse Sachsen            |
| 1. SV Jena                       | Meister der Sportbereichsklasse Mitte              |
| Hamburger SV                     | Meister der Sportbereichsklasse Nordmark           |
| Hannover 96                      | Meister der Sportbereichsklasse Niedersachsen      |
| FC Schalke 04                    | Meister der Sportbereichsklasse Westfalen          |
| TuS Helene Altenessen            | Meister der Sportbereichsklasse Niederrhein        |
| VfL Köln 1899                    | Meister der Sportbereichsklasse Mittelrhein        |
| Borussia Fulda                   | Meister der Sportbereichsklasse Hessen             |
| Kickers Offenbach                | Meister der Sportbereichsklasse Südwest            |
| VfL Neckarau                     | Meister der Sportbereichsklasse Baden              |
| Stuttgarter Kickers              | Meister der Sportbereichsklasse Württemberg        |
| TSV 1860 München                 | Meister der Sportbereichsklasse Bayern             |
| Nationalsozialistische TG Prag   | Meister der Sportbereichsklasse Sudetenland        |
| SK Rapid Wien                    | Meister der Sportbereichsklasse Ostmark            |
| FC Mülhausen 93                  | Meister der Sportbereichsklasse Elsass             |
| Sieger der Qualifikation Ostland |                                                    |

## Qualifikation Ostland
Teilnehmer:
| Verein                       | Qualifiziert als                                   |
| Preußen Danzig               | Meister der Sportbereichsklasse Danzig-Westpreußen |
| Luftwaffen-Sportverein Posen | Meister der Sportbereichsklasse Wartheland         |

| Datum |                | Ergebnis    |           | Stadion                           |
| --- | -------------- | ----------- | --------- | --------------------------------- |
| 30. März 1941 | Preußen Danzig | 2:2 (0:2)   | LSV Posen | Danzig, Preußenplatz Bischofsberg |
| 06. April 1941 | Preußen Danzig | ausgefallen | LSV Posen |                                   |
| Preußen Danzig wurde zum Sieger bestimmt, weil die Posener Flieger keinen Urlaub bekamen und so nicht zum Rückspiel antreten konnten. |                |             |           |                                   |

Quelle

## Gruppenspiele

### Gruppe 1

#### Untergruppe 1a
| Pl. | Verein                  | Sp. | S | U | N | Tore    | Punkte |
| --- | ----------------------- | --- | - | - | - | ------- | ------ |
| 1.  | Vorwärts RaSpo Gleiwitz | 4   | 2 | 1 | 1 | 009:500 | 05:30  |
| 2.  | LSV Stettin             | 4   | 1 | 2 | 1 | 008:900 | 04:40  |
| 3.  | Preußen Danzig          | 4   | 0 | 3 | 1 | 005:800 | 03:50  |

| Datum          |                   | Ergebnis  |                   | Stadion                               |
| -------------- | ----------------- | --------- | ----------------- | ------------------------------------- |
| 06. April 1941 | Vorwärts Gleiwitz | 3:1 (1:0) | LSV Stettin       | Gleiwitz, Jahnstadion                 |
| 13. April 1941 | Preußen Danzig    | 3:3 (0:1) | LSV Stettin       | Danzig, Albert-Forster-Kampfbahn *    |
| 20. April 1941 | Preußen Danzig    | 0:0       | Vorwärts Gleiwitz | Danzig, Albert-Forster-Kampfbahn *    |
| 27. April 1941 | LSV Stettin       | 1:1 (1:0) | Preußen Danzig    | Stettin, Preußen-Platz                |
| 04. Mai 1941   | LSV Stettin       | 3:2 (3:2) | Vorwärts Gleiwitz | Stettin, SC-Platz am Eckerberger Wald |
| 11. Mai 1941   | Vorwärts Gleiwitz | 4:1 (2:0) | Preußen Danzig    | Gleiwitz, Jahnstadion                 |

#### Untergruppe 1b
| Pl. | Verein                 | Sp. | S | U | N | Tore    | Punkte |
| --- | ---------------------- | --- | - | - | - | ------- | ------ |
| 1.  | Dresdner SC            | 4   | 4 | 0 | 0 | 011:400 | 08:0   |
| 2.  | Tennis Borussia Berlin | 4   | 1 | 1 | 2 | 005:700 | 03:50  |
| 3.  | NSTG Prag              | 4   | 0 | 1 | 3 | 003:800 | 01:70  |

| Datum             |             | Ergebnis  |             | Stadion                          |
| ----------------- | ----------- | --------- | ----------- | -------------------------------- |
| 11. April 1941    | TB Berlin   | 3:1 (2:1) | NSTG Prag   | Berlin, Stadion am Gesundbrunnen |
| 14. April 1941 ** | TB Berlin   | 0:1 (0:0) | Dresdner SC | Berlin, Olympiastadion           |
| 20. April 1941    | NSTG Prag   | 0:0       | TB Berlin   | Prag, Slavia-Stadion             |
| 27. April 1941    | Dresdner SC | 4:2 (3:1) | NSTG Prag   | Dresden, Stadion am Ostragehege  |
| 04. Mai 1941      | Dresdner SC | 5:2 (0:2) | TB Berlin   | Dresden, Stadion am Ostragehege  |
| 11. Mai 1941      | NSTG Prag   | 0:1 (0:0) | Dresdner SC | Prag, Sparta-Stadion             |

#### Gruppenfinale
| Datum        |                         | Ergebnis  |                         | Stadion                         |
| ------------ | ----------------------- | --------- | ----------------------- | ------------------------------- |
| 18. Mai 1941 | Dresdner SC             | 3:0 (2:0) | Vorwärts RaSpo Gleiwitz | Dresden, Stadion am Ostragehege |
| 25. Mai 1941 | Vorwärts RaSpo Gleiwitz | 0:3 (0:1) | Dresdner SC             | Gleiwitz, Jahnstadion ***       |
| Gesamt:      | Dresdner SC             | 6:0       | Vorwärts RaSpo Gleiwitz |                                 |

### Gruppe 2

#### Untergruppe 2a
| Pl. | Verein         | Sp. | S | U | N | Tore    | Quote | Punkte |
| --- | -------------- | --- | - | - | - | ------- | ----- | ------ |
| 1.  | Hamburger SV   | 4   | 3 | 1 | 0 | 009:500 | 1,80  | 07:10  |
| 2.  | 1. SV Jena     | 4   | 1 | 1 | 2 | 009:800 | 1,13  | 03:50  |
| 3.  | VfB Königsberg | 4   | 1 | 0 | 3 | 006:110 | 0,55  | 02:60  |

| Datum          |                | Ergebnis  |                | Stadion                            |
| -------------- | -------------- | --------- | -------------- | ---------------------------------- |
| 06. April 1941 | Hamburger SV   | 3:1 (0:1) | VfB Königsberg | Hamburg, Rothenbaum-Stadion        |
| 13. April 1941 | Hamburger SV   | 2:1 (1:0) | 1. SV Jena     | Hamburg, ETV-Platz                 |
| 20. April 1941 | 1. SV Jena     | 2:4 (0:2) | VfB Königsberg | Jena, Ernst-Abbe-Sportfeld         |
| 27. April 1941 | VfB Königsberg | 1:2 (0:1) | Hamburger SV   | Königsberg, Horst-Wessel-Stadion   |
| 04. Mai 1941   | 1. SV Jena     | 2:2 (0:1) | Hamburger SV   | Jena, Ernst-Abbe-Sportfeld         |
| 11. Mai 1941   | VfB Königsberg | 0:4 (0:2) | 1. SV Jena     | Königsberg, Horst-Wessel-Stadion + |

#### Untergruppe 2b
| Pl. | Verein         | Sp. | S | U | N | Tore    | Quote | Punkte |
| --- | -------------- | --- | - | - | - | ------- | ----- | ------ |
| 1.  | FC Schalke 04  | 4   | 4 | 0 | 0 | 016:200 | 8,00  | 08:0   |
| 2.  | Hannover 96    | 4   | 1 | 0 | 3 | 010:150 | 0,67  | 02:60  |
| 3.  | Borussia Fulda | 4   | 1 | 0 | 3 | 006:150 | 0,40  | 02:60  |

| Datum          |                | Ergebnis  |                | Stadion                           |
| -------------- | -------------- | --------- | -------------- | --------------------------------- |
| 06. April 1941 | Hannover 96    | 6:1 (2:1) | Borussia Fulda | Hannover, Hindenburg-Kampfbahn    |
| 13. April 1941 | FC Schalke 04  | 4:0 (1:0) | Hannover 96    | Gelsenkirchen, Glückauf-Kampfbahn |
| 20. April 1941 | FC Schalke 04  | 4:0 (2:0) | Borussia Fulda | Gelsenkirchen, Glückauf-Kampfbahn |
| 27. April 1941 | Borussia Fulda | 4:3 (1:1) | Hannover 96    | Fulda, Stadion Johannisau         |
| 04. Mai 1941   | Hannover 96    | 1:6 (0:2) | FC Schalke 04  | Hannover, Hindenburg-Kampfbahn    |
| 11. Mai 1941   | Borussia Fulda | 1:2 (1:0) | FC Schalke 04  | Fulda, Stadion Johannisau         |

#### Gruppenfinale
| Datum        |               | Ergebnis  |               | Stadion                       |
| ------------ | ------------- | --------- | ------------- | ----------------------------- |
| 18. Mai 1941 | FC Schalke 04 | 3:0 (0:0) | Hamburger SV  | Dortmund, Kampfbahn Rote Erde |
| 25. Mai 1941 | Hamburger SV  | 1:0 (1:0) | FC Schalke 04 | Hamburg, Stadion Hoheluft     |
| Gesamt:      | FC Schalke 04 | 3:1       | Hamburger SV  |                               |

### Gruppe 3
| Pl. | Verein                | Sp. | S | U | N | Tore    | Quote | Punkte |
| --- | --------------------- | --- | - | - | - | ------- | ----- | ------ |
| 1.  | VfL Köln 1899         | 6   | 4 | 1 | 1 | 019:120 | 1,58  | 09:30  |
| 2.  | Kickers Offenbach     | 6   | 3 | 2 | 1 | 019:900 | 2,11  | 08:40  |
| 3.  | TuS Helene Altenessen | 6   | 2 | 2 | 2 | 015:130 | 1,15  | 06:60  |
| 4.  | FC Mülhausen 93       | 6   | 0 | 1 | 5 | 009:280 | 0,32  | 01:11  |

| Datum          |                   | Ergebnis  |                   | Stadion                             |
| -------------- | ----------------- | --------- | ----------------- | ----------------------------------- |
| 06. April 1941 | Kickers Offenbach | 1:1 (1:0) | Helene Altenessen | Offenbach am Main, Bieberer Berg ++ |
| 13. April 1941 | VfL Köln 1899     | 6:1 (5:1) | FC Mülhausen 93   | Köln, Radrennbahn                   |
| 20. April 1941 | Helene Altenessen | 5:2 (2:1) | FC Mülhausen 93   | Essen, Stadion Bäuminghausstraße    |
| 20. April 1941 | Kickers Offenbach | 2:2 (2:1) | VfL Köln 1899     | Frankfurt, Stadion am Riederwald    |
| 27. April 1941 | VfL Köln 1899     | 3:1 (2:0) | Helene Altenessen | Köln, Sportpark Höhenberg +++       |
| 27. April 1941 | FC Mülhausen 93   | 2:6 (0:4) | Kickers Offenbach | Mülhausen, Stadion Burzweiler       |
| 04. Mai 1941   | FC Mülhausen 93   | 2:2 (2:2) | Helene Altenessen | Mülhausen, Stadion Burzweiler       |
| 04. Mai 1941   | VfL Köln 1899     | 3:1 (2:0) | Kickers Offenbach | Köln, Radrennbahn                   |
| 11. Mai 1941   | FC Mülhausen 93   | 1:4 (0:2) | VfL Köln 1899     | Straßburg, Meinau-Stadion           |
| 11. Mai 1941   | Helene Altenessen | 0:4 (0:0) | Kickers Offenbach | Essen, Stadion Bäuminghausstraße    |
| 18. Mai 1941   | Helene Altenessen | 6:1 (3:1) | VfL Köln 1899     | Essen, Stadion Bäuminghausstraße    |
| 18. Mai 1941   | Kickers Offenbach | 5:1 (1:1) | FC Mülhausen 93   | Offenbach am Main, Bieberer Berg    |

### Gruppe 4
| Pl. | Verein              | Sp. | S | U | N | Tore    | Quote | Punkte |
| --- | ------------------- | --- | - | - | - | ------- | ----- | ------ |
| 1.  | SK Rapid Wien       | 6   | 4 | 1 | 1 | 024:500 | 4,80  | 09:30  |
| 2.  | TSV 1860 München    | 6   | 3 | 1 | 2 | 014:110 | 1,27  | 07:50  |
| 3.  | Stuttgarter Kickers | 6   | 1 | 2 | 3 | 011:160 | 0,69  | 04:80  |
| 4.  | VfL Neckarau        | 6   | 2 | 0 | 4 | 010:270 | 0,37  | 04:80  |

| Datum          |                     | Ergebnis  |                     | Stadion                                    |
| -------------- | ------------------- | --------- | ------------------- | ------------------------------------------ |
| 13. April 1941 | VfL Neckarau        | 0:7 (0:2) | SK Rapid Wien       | Mannheim, Stadion                          |
| 13. April 1941 | Stuttgarter Kickers | 3:3 (2:0) | TSV 1860 München    | Stuttgart, Adolf-Hitler-Kampfbahn          |
| 20. April 1941 | SK Rapid Wien       | 1:1 (0:1) | Stuttgarter Kickers | Wien, Praterstadion                        |
| 20. April 1941 | TSV 1860 München    | 6:2 (1:2) | VfL Neckarau        | München, Hanns-Braun-Kampfbahn             |
| 27. April 1941 | TSV 1860 München    | 2:1 (0:0) | SK Rapid Wien       | München, Hanns-Braun-Kampfbahn             |
| 27. April 1941 | Stuttgarter Kickers | 2:0 (0:0) | VfL Neckarau        | Stuttgart, Kickers-Platz                   |
| 04. Mai 1941   | Stuttgarter Kickers | 1:5 (0:2) | SK Rapid Wien       | Stuttgart, Adolf-Hitler-Kampfbahn          |
| 04. Mai 1941   | VfL Neckarau        | 2:1 (2:1) | TSV 1860 München    | Mannheim, Stadion                          |
| 11. Mai 1941   | SK Rapid Wien       | 8:1 (6:1) | VfL Neckarau        | Wien, Praterstadion                        |
| 11. Mai 1941   | TSV 1860 München    | 2:1 (1:0) | Stuttgarter Kickers | München, Hanns-Braun-Kampfbahn             |
| 18. Mai 1941   | SK Rapid Wien       | 2:0 (1:0) | TSV 1860 München    | Wien, Praterstadion                        |
| 18. Mai 1941   | VfL Neckarau        | 5:3 (0:0) | Stuttgarter Kickers | Mannheim, Sportplatz an der Altriper Fähre |

## Halbfinale
| Datum         |               | Ergebnis  |               | Stadion                     |
| ------------- | ------------- | --------- | ------------- | --------------------------- |
| 08. Juni 1941 | SK Rapid Wien | 2:1 (1:0) | Dresdner SC   | Beuthen, Hindenburg-Stadion |
| 08. Juni 1941 | FC Schalke 04 | 4:1 (3:1) | VfL Köln 1899 | Düsseldorf Rheinstadion *+  |

## Spiel um Platz 3
| Datum         |             | Ergebnis  |               | Stadion                         |
| ------------- | ----------- | --------- | ------------- | ------------------------------- |
| 22. Juni 1941 | Dresdner SC | 4:1 (2:0) | VfL Köln 1899 | Dresden, Stadion am Ostragehege |

## Finale
| SK Rapid Wien | SK Rapid Wien | FC Schalke 04 | FC Schalke 04 |
| --- | --- | --- | ------------- |
| SK Rapid Wien | \| Sonntag, 22. Juni 1941 in Berlin (Olympiastadion) \| \| Ergebnis: 4:3 (0:2) \| \| Zuschauer: 80.334 \| \| Schiedsrichter: Adolf Reinhardt (Stuttgart) 00000Spielbericht Rapid Wien ging in das Endspiel mit dem Vorsatz, Wiens Fußballehre wiederherzustellen und bezog sich dabei auf die schmachvolle 0:9-Niederlage von Admira Wien gegen Schalke im Endspiel von 1939. Die Schalker gingen jedoch als klarer Favorit in das Endspiel 1941. Dieser Rolle wurden sie auch sofort gerecht und führten bereits nach 7 Minuten durch Tore von Heinz Hinz und Hermann Eppenhoff mit 2:0. Den Anschlusstreffer vergab der Wiener Franz Binder, als er einen Strafstoß nicht verwandeln konnte. So sahen die Westdeutschen bereits zur Halbzeit wie der sichere Sieger aus, und Hinz untermauerte diese Vermutung mit seinem zweiten Treffer zwölf Minuten nach Wiederanpfiff. Doch dann wandelte sich das Spiel. Die Wiener legten ihre bis dahin erfolglose Schönspielerei ab und begannen zu kämpfen. Drei Minuten nach dem 0:3 erzielte Wiens Halbrechter Schors nach einer langen Eingabe das erste Tor für Rapid, denen fast im Minutentakt zwei weitere Tore von Mittelstürmer Binder zum 3:3-Ausgleich folgten. Für die Nervenstärke Binders spricht die Tatsache, dass er nach seinem verschossenen Strafstoß in der ersten Halbzeit (41.) sich nicht scheute, in der 63. Minute erneut als Elfmeterschütze anzutreten, um diesmal sicher zum Ausgleich zu verwandeln. Sieben Minuten später entschied Schiedsrichter Adolf Reinhardt auf Freistoß, nachdem der Schalker Otto Tibulsky seinen Gegenspieler Fritz zu Fall gebracht hatte. Erneut trat Binder als Vollstrecker an und schoss den Ball nach kurzem Anlauf unhaltbar zum 4:3 für Rapid ins Tor. In den restlichen zwanzig Minuten berannte Schalke das gegnerische Tor pausenlos, aber vergeblich. Anschließend zeigten sich die Spieler von Schalke 04 als schlechte Verlierer, sahen sich durch den Schiedsrichter betrogen. Kapitän Ernst Kuzorra weigerte sich, die Ehrennadel für die Vizemeisterschaft anzunehmen. Die Fachleute vertraten jedoch die Ansicht, dass Schalke an seiner eigenen Siegessicherheit scheiterte und verwiesen auf die zahlreichen Torwartfehler des Schalkers Hans Klodt. \| | \| Sonntag, 22. Juni 1941 in Berlin (Olympiastadion) \| \| Ergebnis: 4:3 (0:2) \| \| Zuschauer: 80.334 \| \| Schiedsrichter: Adolf Reinhardt (Stuttgart) 00000Spielbericht Rapid Wien ging in das Endspiel mit dem Vorsatz, Wiens Fußballehre wiederherzustellen und bezog sich dabei auf die schmachvolle 0:9-Niederlage von Admira Wien gegen Schalke im Endspiel von 1939. Die Schalker gingen jedoch als klarer Favorit in das Endspiel 1941. Dieser Rolle wurden sie auch sofort gerecht und führten bereits nach 7 Minuten durch Tore von Heinz Hinz und Hermann Eppenhoff mit 2:0. Den Anschlusstreffer vergab der Wiener Franz Binder, als er einen Strafstoß nicht verwandeln konnte. So sahen die Westdeutschen bereits zur Halbzeit wie der sichere Sieger aus, und Hinz untermauerte diese Vermutung mit seinem zweiten Treffer zwölf Minuten nach Wiederanpfiff. Doch dann wandelte sich das Spiel. Die Wiener legten ihre bis dahin erfolglose Schönspielerei ab und begannen zu kämpfen. Drei Minuten nach dem 0:3 erzielte Wiens Halbrechter Schors nach einer langen Eingabe das erste Tor für Rapid, denen fast im Minutentakt zwei weitere Tore von Mittelstürmer Binder zum 3:3-Ausgleich folgten. Für die Nervenstärke Binders spricht die Tatsache, dass er nach seinem verschossenen Strafstoß in der ersten Halbzeit (41.) sich nicht scheute, in der 63. Minute erneut als Elfmeterschütze anzutreten, um diesmal sicher zum Ausgleich zu verwandeln. Sieben Minuten später entschied Schiedsrichter Adolf Reinhardt auf Freistoß, nachdem der Schalker Otto Tibulsky seinen Gegenspieler Fritz zu Fall gebracht hatte. Erneut trat Binder als Vollstrecker an und schoss den Ball nach kurzem Anlauf unhaltbar zum 4:3 für Rapid ins Tor. In den restlichen zwanzig Minuten berannte Schalke das gegnerische Tor pausenlos, aber vergeblich. Anschließend zeigten sich die Spieler von Schalke 04 als schlechte Verlierer, sahen sich durch den Schiedsrichter betrogen. Kapitän Ernst Kuzorra weigerte sich, die Ehrennadel für die Vizemeisterschaft anzunehmen. Die Fachleute vertraten jedoch die Ansicht, dass Schalke an seiner eigenen Siegessicherheit scheiterte und verwiesen auf die zahlreichen Torwartfehler des Schalkers Hans Klodt. \| | FC Schalke 04 |
| SK Rapid Wien | Rudolf Raftl – Stefan Wagner, Heribert Sperner – Franz Wagner, Leopold Gernhardt, Stefan Skoumal – Willy Fitz, Georg Schors, Franz Binder, Hermann Dvoracek, Hans Pesser Cheftrainer: Leopold Nitsch | Hans Klodt – Hans Bornemann, Otto Schweisfurth – Bernhard Füller, Otto Tibulsky, Rudolf Gellesch – Herbert Burdenski, Fritz Szepan, Hermann Eppenhoff, Ernst Kuzorra, Heinz Hinz Cheftrainer: Otto Faist | FC Schalke 04 |
| SK Rapid Wien | 1:3 Schors (60.) 2:3 Binder (62.) 3:3 Binder (63., Strafstoß) 4:3 Binder (71.) | 0:1 Hinz (6.) 0:2 Eppenhoff (7.) 0:3 Hinz (57.) | FC Schalke 04 |
| Sonntag, 22. Juni 1941 in Berlin (Olympiastadion) | | |               |
| Ergebnis: 4:3 (0:2) | | |               |
| Zuschauer: 80.334 | | |               |
| Schiedsrichter: Adolf Reinhardt (Stuttgart) 00000Spielbericht Rapid Wien ging in das Endspiel mit dem Vorsatz, Wiens Fußballehre wiederherzustellen und bezog sich dabei auf die schmachvolle 0:9-Niederlage von Admira Wien gegen Schalke im Endspiel von 1939. Die Schalker gingen jedoch als klarer Favorit in das Endspiel 1941. Dieser Rolle wurden sie auch sofort gerecht und führten bereits nach 7 Minuten durch Tore von Heinz Hinz und Hermann Eppenhoff mit 2:0. Den Anschlusstreffer vergab der Wiener Franz Binder, als er einen Strafstoß nicht verwandeln konnte. So sahen die Westdeutschen bereits zur Halbzeit wie der sichere Sieger aus, und Hinz untermauerte diese Vermutung mit seinem zweiten Treffer zwölf Minuten nach Wiederanpfiff. Doch dann wandelte sich das Spiel. Die Wiener legten ihre bis dahin erfolglose Schönspielerei ab und begannen zu kämpfen. Drei Minuten nach dem 0:3 erzielte Wiens Halbrechter Schors nach einer langen Eingabe das erste Tor für Rapid, denen fast im Minutentakt zwei weitere Tore von Mittelstürmer Binder zum 3:3-Ausgleich folgten. Für die Nervenstärke Binders spricht die Tatsache, dass er nach seinem verschossenen Strafstoß in der ersten Halbzeit (41.) sich nicht scheute, in der 63. Minute erneut als Elfmeterschütze anzutreten, um diesmal sicher zum Ausgleich zu verwandeln. Sieben Minuten später entschied Schiedsrichter Adolf Reinhardt auf Freistoß, nachdem der Schalker Otto Tibulsky seinen Gegenspieler Fritz zu Fall gebracht hatte. Erneut trat Binder als Vollstrecker an und schoss den Ball nach kurzem Anlauf unhaltbar zum 4:3 für Rapid ins Tor. In den restlichen zwanzig Minuten berannte Schalke das gegnerische Tor pausenlos, aber vergeblich. Anschließend zeigten sich die Spieler von Schalke 04 als schlechte Verlierer, sahen sich durch den Schiedsrichter betrogen. Kapitän Ernst Kuzorra weigerte sich, die Ehrennadel für die Vizemeisterschaft anzunehmen. Die Fachleute vertraten jedoch die Ansicht, dass Schalke an seiner eigenen Siegessicherheit scheiterte und verwiesen auf die zahlreichen Torwartfehler des Schalkers Hans Klodt. | | |               |

Die Zuschauerzahl beim Endspiel war 80.334.